# Espírito Santo FC
Espírito Santo FC is een Braziliaanse voetbalclub uit de Braziliaanse stad Vitória in de staat Espírito Santo.

## Geschiedenis
De club werd opgericht in 2006 in de gemeente Anchieta en werd in 2008 een profclub en ging in de tweede klasse van het Campeonato Capixaba spelen. De club promoveerde in 2009 naar de hoogste klasse. Nadat de club drie seizoenen lang net boven de degradatiezone eindigde degradeerde de club in 2013. Door financiële problemen nam de club in 2014 niet aan de competitie deel.
Eind 2014 werd de club overgenomen en ging in Vitória spelen. De club nam in 2015 opnieuw deel aan de competitie in de tweede klasse en werd daar meteen kampioen. In de Copa Espírito Santo de Futebol 2015 kon de club zegevieren waardoor de club een tweede trofee won dat jaar. De club mocht hierdoor deelnemen aan de Copa Verde 2016 waar de club meteen uitgeschakeld werd door Aparecidense.
Bij de terugkeer in de staatscompetitie bereikte de club de finale om de titel, die ze verloren van Desportiva. Dit gaf wel recht op deelname aan de Série D 2016. De club werd tweede in de groepsfase en werd als vijftiende beste tweede nipt opgevist voor de tweede ronde door een beter doelsaldo dan Nacional, maar verloor dan wel van J. Malucelli in de tweede ronde.
Ook in 2017 mocht de club in de Série D aantreden en bereikte opnieuw de tweede ronde. Deze keer oveleefden ze ook die ronde, na twee overwinningen op Boavista, maar in de derde ronde moesten ze het na strafschoppen afleggen tegen Operário, dat uiteindelijk de titel zou winnen. Ondanks dat de club bij de laatste vier eindigde in 2018 koos de club ervoor om vrijwillig te degraderen.

## Erelijst
Copa Espírito Santo de Futebol
2015